# Uperoleia littlejohni
Az Uperoleia littlejohni a kétéltűek (Amphibia) osztályának békák (Anura) rendjébe, a Myobatrachidae családba, azon belül az Uperoleia nembe tartozó faj.

## Előfordulása
Ausztrália endemikus faja. Elterjedési területe Queensland állam északkeleti és északi-középső területei. Elterjedési területének mérete nagyjából 20 000 km².

## Megjelenése
Kis termetű békafaj, testhossza elérheti a 3 cm-t. Háta világosbarna, szürkésbarna vagy sötétbarna színű, halványbarna vagy sötétbarna foltokkal. Feje középvonalán egy halványbarna hosszanti csík húzódik. Hasa középen világos szürke, a karok és lábak alsó felszíne közelében halvány rózsaszínű, apró fehér foltokkal borítva; a hímek torka sötétszürke, majdnem fekete. Az ágyék és a combok hátsó része vörös. A pupilla vízszintes elhelyezkedésű, a szivárványhártya aranyszínű. Mellső lábának ujjai között nincs úszóhártya, a hátsókéi enyhén úszóhártyásak, ujjai végén nincsenek korongok. A vállakon lévő nagy parotoid mirigyek két homokszínű foltnak tűnnek.

## Életmódja
Nyáron, heves esőzések után szaporodik. A petékről nincs feljegyzés, de valószínűleg hasonlóak más Uperoleia fajokéhoz, a nőstény időszakos tavakba, vízelvezető árkokba és kisebb patakmedencékbe rakja őket. Az ebihalak hossza elérheti a 3,5 cm-t, homok-arany színűek, fekete pöttyökkel. A víztestek sekély szélein rejtve maradnak. Nem ismert, hogy mennyi idő alatt fejlődnek békává.

## Természetvédelmi helyzete
A vörös lista a nem fenyegetett fajok között tartja nyilván. Populációja stabil, több természetvédelmi területen is megtalálható.